# Steel guitar
Steel guitar (også kaldet Hawaiiguitar) er en guitar,  der spilles liggende vandret foran musikeren, der så holder tonerne med et metalrør, hvilket giver en karakteristisk glidende lyd på tonerne. 
Da instrumentet blev importeret fra Hawaii, blev teknikken med slide indoptaget på ordinære guitarer i blues, men selve instrumentet blev anvendt i western swing og gled derfra ind som et rimeligt populært instrument i fyrrernes udgave af countrymusikken, hvor det udvikledes til pedal steel guitar. Den oprindelige stemning var E-A-E-A-C#-E, senere er Open G eller Open A blevet meget populære stemninger.

## Pedal steel guitar
Pedal steel guitar er en videreudvikling fra Nashville fra starten af halvtredserne. Man udvidede til ti strenge og satte pedaler til nogle af dem, hvorved man kunne hæve og sænke tonelejet på dem. Instrumentet har været en karakteristisk ingrediens i en stor del af countrymusikken siden.
Der er to almindeligt forekommende stemninger af instrumentet, nogle instrumenter har to gribebrætter, en for hver stemning:
- E9-stemning: H D E F# G# H E G# Eb F#
- C6-stemning: C F A C E G A C E G

Udøverne af instrumentet eksperimenterer med forskellige stemninger.
Fremtrædende musikere er Buddy Emmons og Red Rhodes og veteranen fra Grateful Dead Jerry Garcia, der især brugte den i sit andet band, New Riders of the Purple Sage. I Danmark har Nils Tuxen været foregangsmand for instrumentet.